# Marbais & Lasnier
Marbais et Lasnier war ein französischer Hersteller von Automobilen.

## Unternehmensgeschichte
Das Unternehmen begann 1906 mit der Produktion von Automobilen. Der Markenname lautete Marbais & Lasnier. Im gleichen Jahr endet die Produktion bereits wieder.

## Fahrzeuge
Im Angebot standen verschiedene Modelle. Kleinstes Modell war der 5 CV mit einem Einzylindermotor. Größtes Modell war der 30 CV mit einem Vierzylindermotor und Kettenantrieb.